# Reig (Ou de reig)
El reig o, si encara és recobert pel vel universal, ou de reig, o també rovell d'ou, cocou i oriol (Amanita caesarea, del llatí Amanos: nom d'una muntanya entre Cilícia i Síria, on sembla que abundaven les amanites; caesarea: del Cèsar), és una cogoma excel·lent comestible de l'ordre dels agaricals i un dels més apreciats a Catalunya, potser també perquè és poc comú; ja era conegut pels romans.

## Descripció
Pot arribar a fer uns 15 cm d'alçària, amb un barret de 8–20 cm, primer hemisfèric i finalment aplanat, amb el marge recte i lleugerament acanalat. La cutícula, que és separable, és llisa i lluent, un xic lubrificada en temps humit, de color taronja vermellós viu, que amb el temps s'engrogueix i es fa més pàl·lid. A vegades pot presentar restes de vel. La carn és tendra, de color blanc, excepte sota la cutícula i a l'exterior del peu, on és d'un bell groc de rovell d'ou i amb la volva blanca a la part baixa del peu. La seva olor és suau i el seu gust, dolç.
El seu desenvolupament és el típic d'aquesta mena de bolets: en néixer recorda un ou (d'aquí el nom), més endavant n'emergeix el peu que porta el barret tancat al capdamunt; quan el barret s'obre i s'estén, el vel que fins aquell moment cobria les làmines s'esquinça per la vora, cau i forma el típic anell de les amanites, que resta penjant a mig aire del peu.

## Hàbitat
Viu a les terres baixes en boscos de planifolis, associat bàsicament amb suros, alzines, roures i castanyers, en llocs nets i il·luminats orientats a llevant, amb clara preferència pels sòls silícics i saulosos. Fructifica des de la primavera fins a començaments de la tardor, ja que no és gens amant del fred.

## Gastronomia
Es pot menjar tant fregit, com cru, tallat a llesques fines i macerat amb oli d'oliva; el seu gust dolç, el fa un bolet d'excel·lent comestibilitat.

## Perill de confusió
En cas de menjar-se l'ou, s'ha de tenir la precaució d'obrir-lo i comprovar que sigui de color taronja, per tal d'evitar una lamentable confusió amb l'ou de la farinera borda (Amanita phalloides), que té l'interior de color verdós. La quasi totalitat de les intoxicacions mortals són degudes a aquest bolet molt tòxic i bastant freqüent als boscos.
Hi ha un cert perill de confusió amb el tòxic reig bord (Amanita muscaria), que té el barret d'un vermell viu, cobert de nombroses granulacions de color blanc, les làmines blanques i el peu en forma de nap, també blanc, sense volva aparent. Aquesta confusió és més fàcil que es produeixi si abans ha plogut i, en rentar-se la cutícula, ha quedat descolorida i ha perdut les granulacions.
La seva esporada és blanca, lleugerament daurada, a diferència d'Amanita phalloides i Amanita muscaria, que són totalment blanques.

## Altres imatges

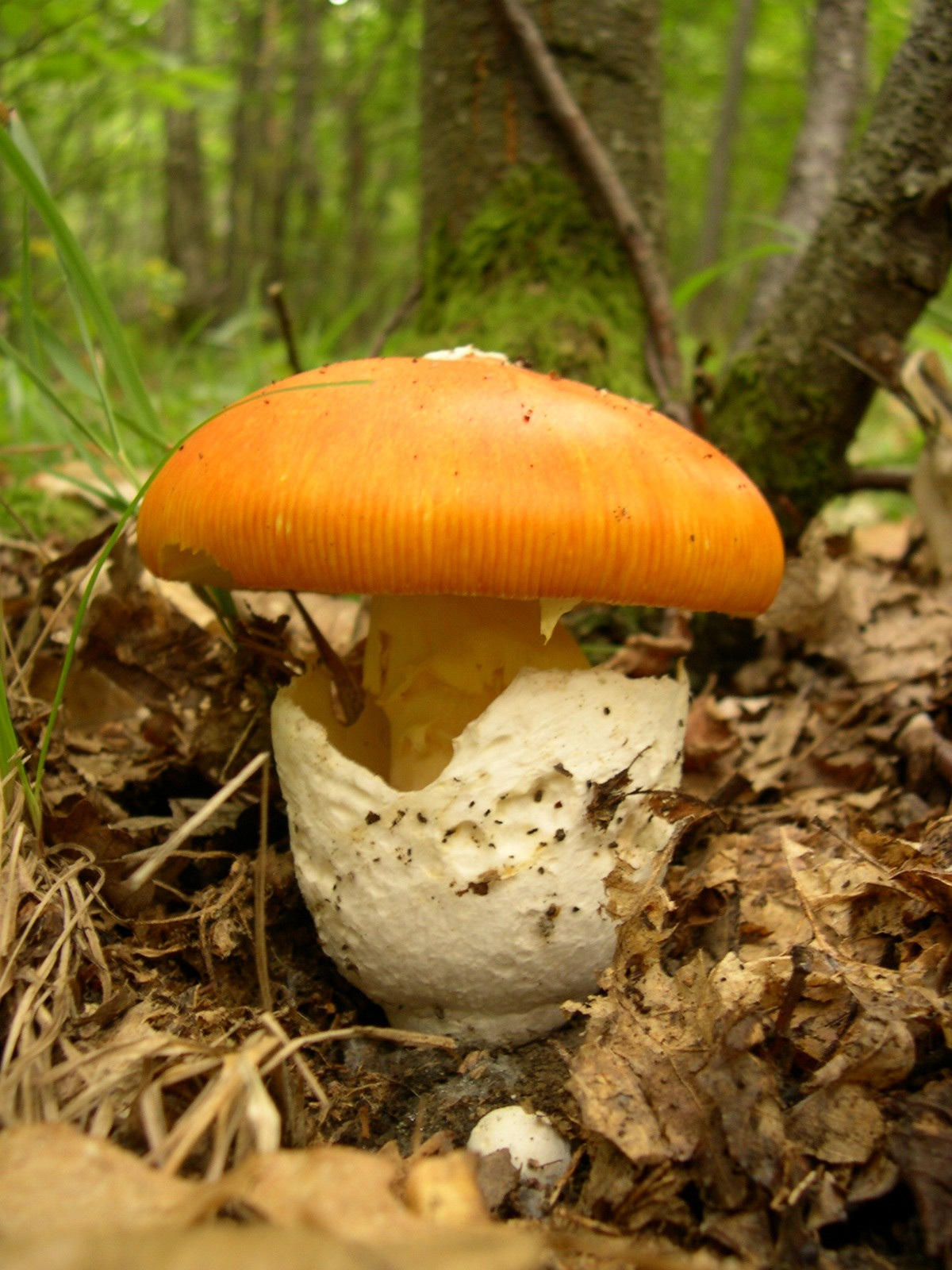
Amanita caesarea
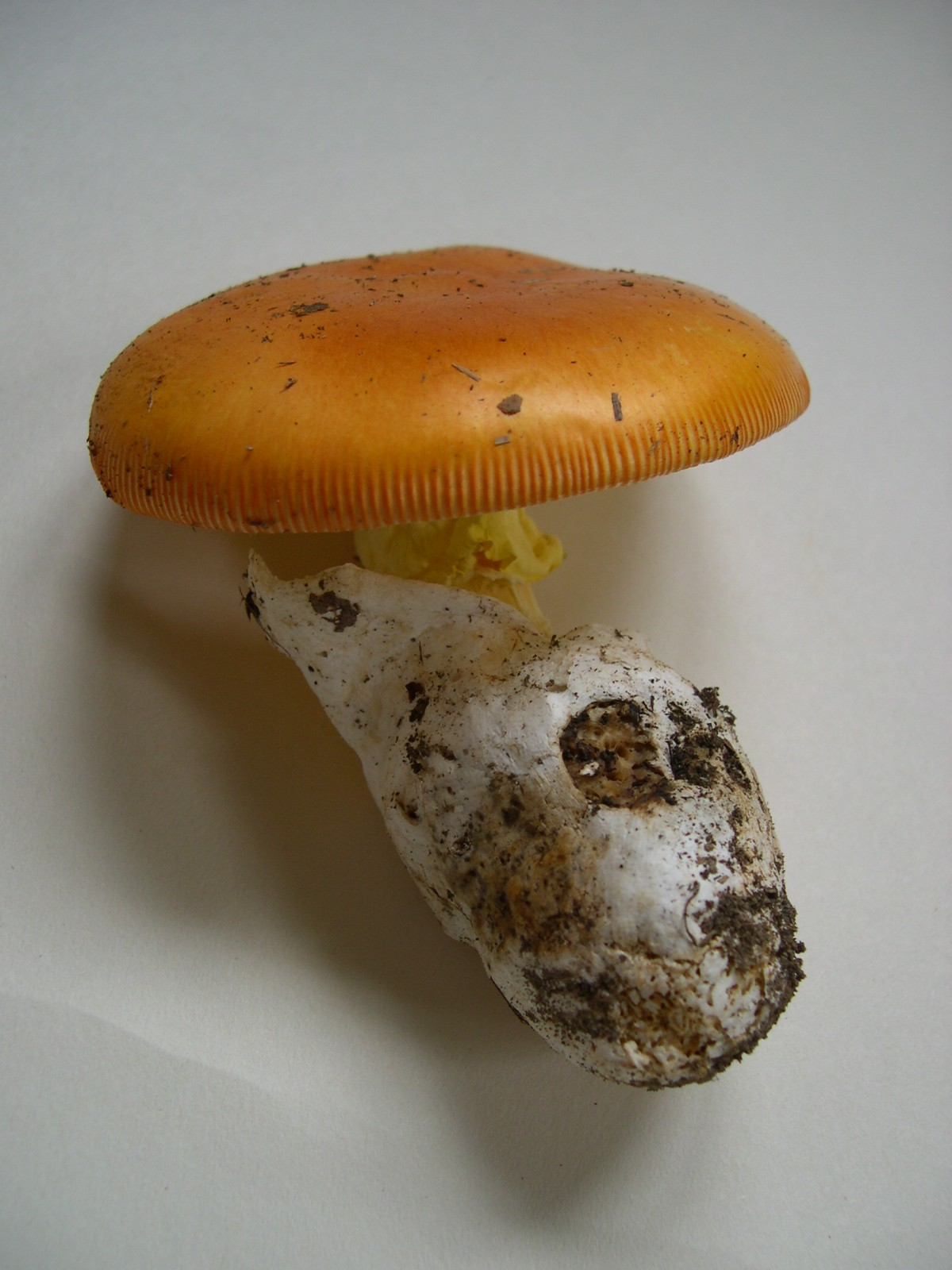
Amanita caesarea
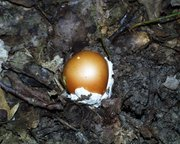
Amanita caesarea jove
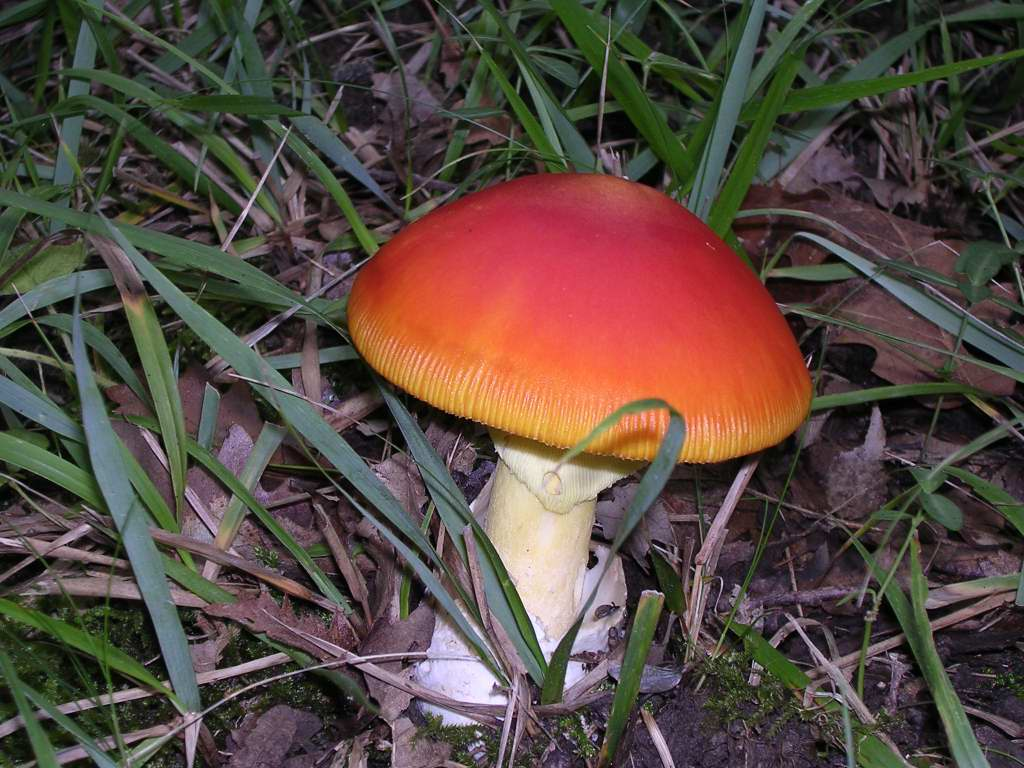
Amanita caesarea

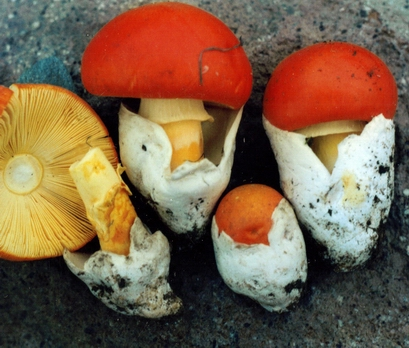
Diferents estats de creixement
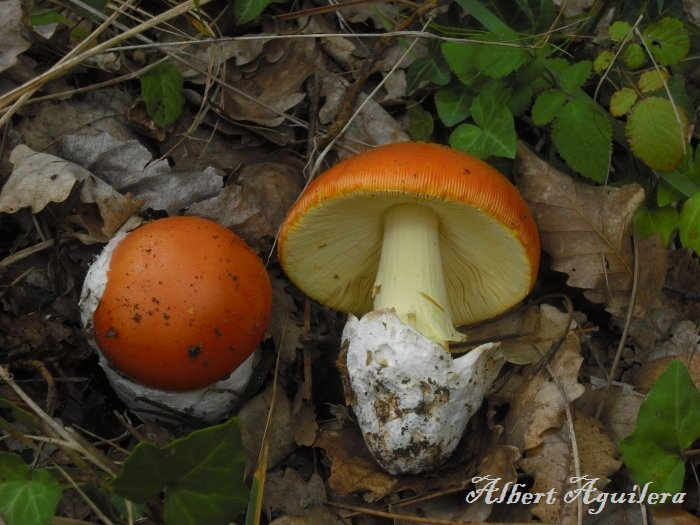
Diferents estats de creixement
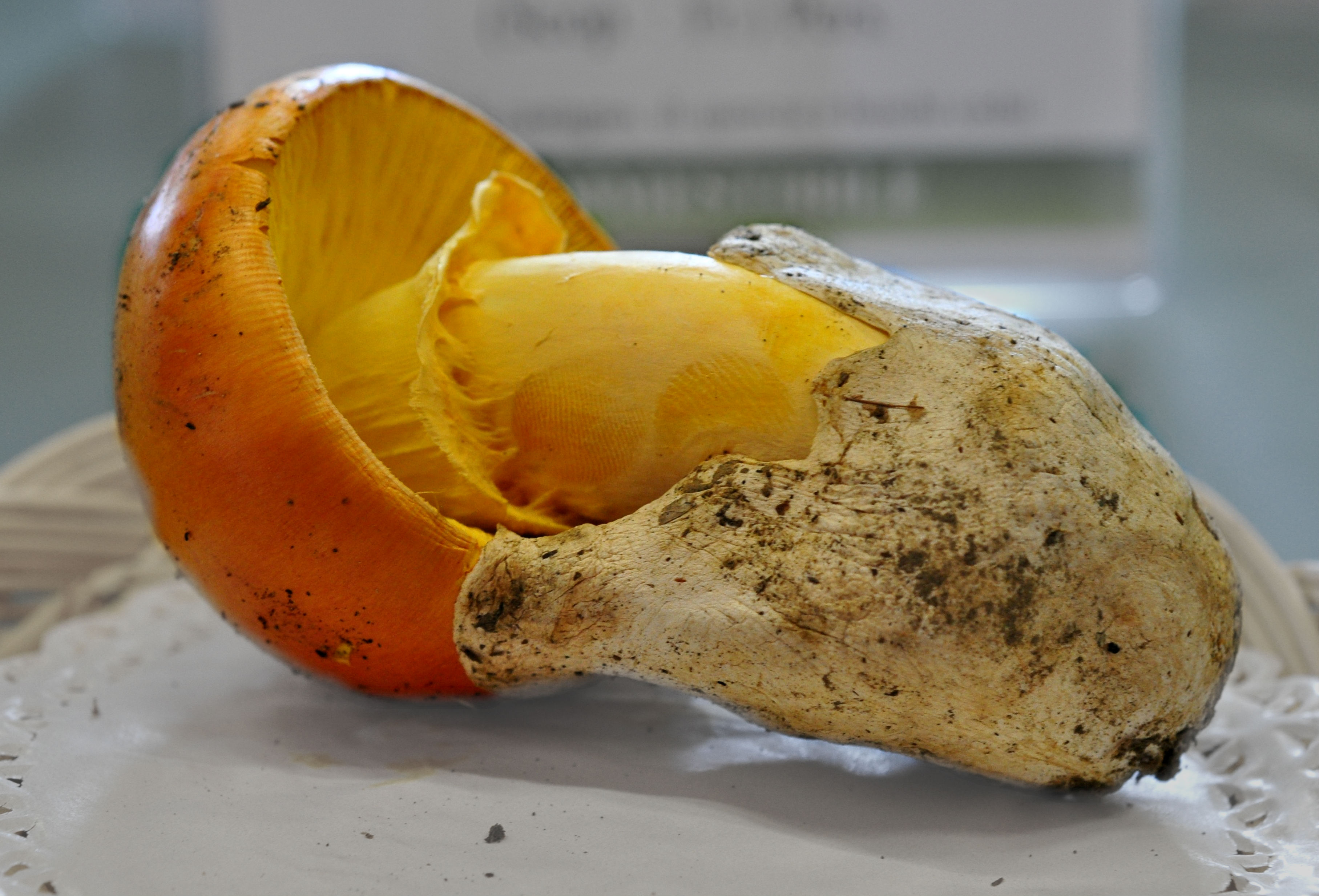
Detall del peu
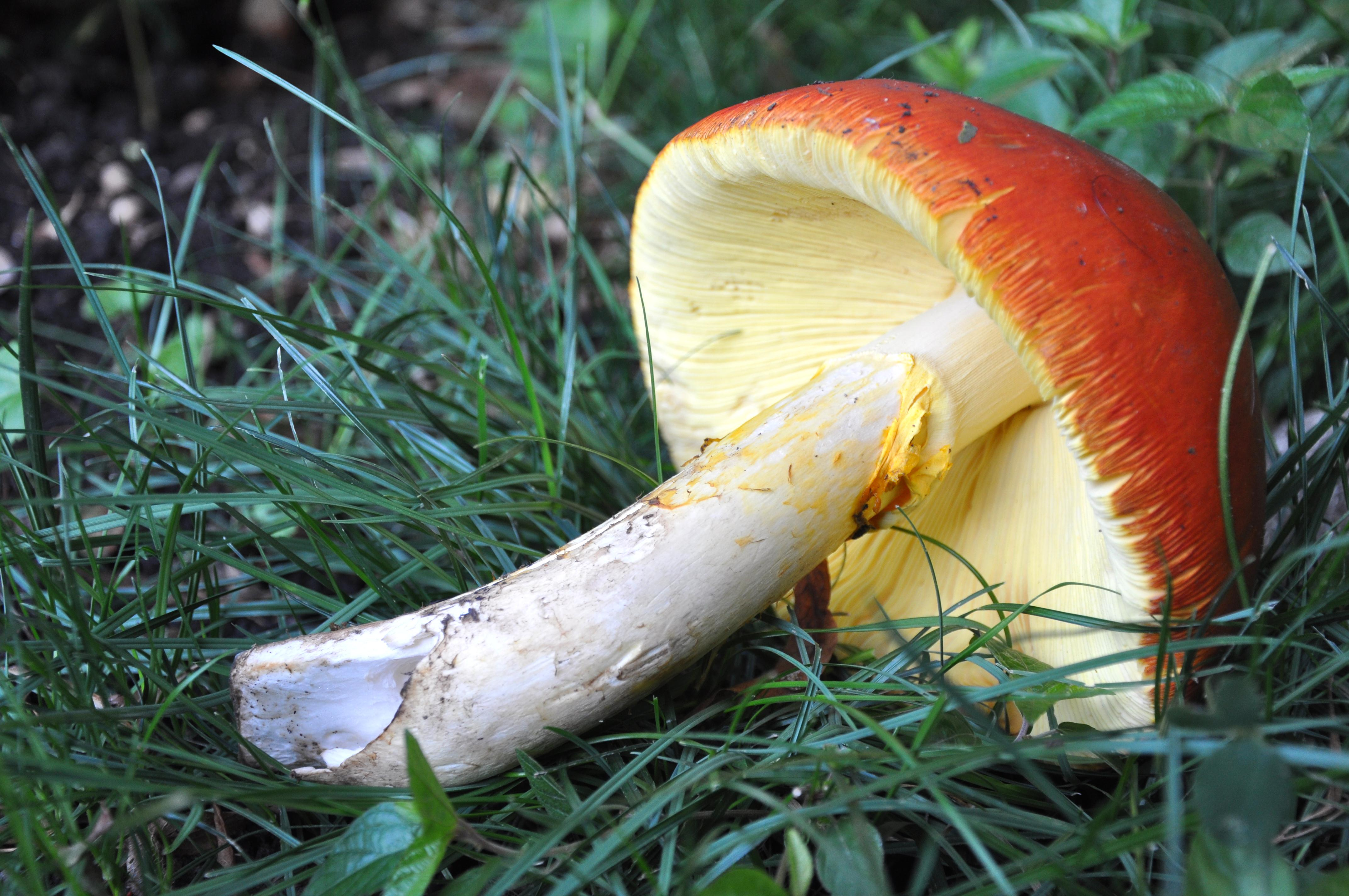
Detall de l'himeni